# Malta na Letnich Igrzyskach Olimpijskich 1972
Maltę na Letnich Igrzyskach Olimpijskich 1972 reprezentowało pięciu zawodników (sami mężczyźni). Był to szósty występ reprezentacji Malty na letnich igrzyskach.

## Kolarstwo
Louis Bezzina, John Magri, Joseph Said, Alfred Tonna – wyścig drużynowy na dochodzenie – 31 miejsce

## Strzelectwo
- Joseph Grech
Skeet – 55 miejsce